# Badawa
Badawa est un village du Cameroun situé dans le département de Bénoué et la Région du Nord. Le village fait partie de l'arrondissement de Pitoa. Sa population a été estimée par le Bureau Central des Recensements et des études de Population (BUCREP) à 31 individus lors du troisième recensement général de la population et de l'habitat du Cameroun.